# Barbaraella mainae
Genre
Espèce
Barbaraella mainae, unique représentant du genre Barbaraella, est une espèce de pseudoscorpions de la famille des Chernetidae.

## Distribution
Cette espèce est endémique du Kimberley en Australie-Occidentale. Elle se rencontre vers Kalumburu Mission dans le comté de Wyndham-East Kimberley.

## Description
Les mâles mesurent de 2,67 à 3,26 mm et les femelles de 3,79 à 3,82 mm.

## Étymologie
Cette espèce est nommée en l'honneur de Barbara York Main.
Ce genre est nommé en l'honneur de Barbara York Main.

## Publication originale
- Harvey, 1995 : Barbaraella gen. nov. and Cacoxylus Beier (Pseudoscorpionda: Chernetidae), two remarkable sexually dimorphic pseudoscorpions from Australasia. Records of the Western Australian Museum, Supplement, vol. 52, p. 199-208.